# 波利亞爾內耶佐里
67°22′N 32°30′E / 67.367°N 32.500°E
波利亞爾內耶佐里（俄语：Поля́рные Зо́ри，「極光」的意思）是俄羅斯摩爾曼斯克州南部的一個城市，位於伊曼德拉湖畔，距摩爾曼斯克以南224公里。2002年人口15,910人。
1968年為科拉核電廠而設立，1991年設市。